# Georg Planting-Gyllenbåga
Georg Planting-Gyllenbåga, född 1 februari 1682, död 21 juli 1747 på kaptensbostället i Tibble, Vassunda socken, var en svensk militär.

## Biografi
Georg Planting-Gyllenbåga var son till majoren och jägmästaren Gustaf Planting-Gyllenbåga. Han studerade fyra år vid universitetet i Uppsala, varefter han blev anställd som page hos riksrådet Fabian Wrede. Vid stora nordiska krigets utbrott blev Planting-Gyllenbåga militär. År 1701 utnämndes han till fänrik för visad tapperhet i slaget utanför Riga. Han deltog i slaget vid Kliszów 1702 och var med om belägringen av Thorn 1703. År 1704 blev han löjtnant och 1707 regementskvartermästare. En stor militär insats gjorde han i slaget vid Poltava. Sedan såväl hans regementschef som kompanicheferna stupat, tog Planting-Gyllenbåga, då kapten, befälet och bjöd motstånd inför den mångdubbelt starkare motståndare. Han blev tillfångatagen och var i rysk fångenskap till 1722. År 1723 fick han överstelöjtnants värdighet med kaptens indelning vid Sigtuna kompani, varifrån han erhöll avsked med pension 1732. Efter hemkomsten var Planting-Gyllebåga bosatt på Edeby i Rasbokils socken till 1728, då han flyttade till Tibble i Vassunda socken.